# Garnich
Garnich (in lussemburghese: Garnech) è un comune del Lussemburgo sud-occidentale. Fa parte del cantone di Capellen, nel distretto di Lussemburgo.
Nel 2005, la città di Garnich, capoluogo del comune che si trova nella parte orientale del suo territorio, aveva una popolazione di 809 abitanti. Le altre località che fanno capo al comune sono Dahlem, Hivange e Kahler.